# Un uomo (album)
Un uomo è una raccolta delle canzoni di Eugenio Finardi del 2007 su etichetta EF Sounds/Edel Italia.

## Descrizione
La raccolta è composta da tre CD che contengono i successi del cantautore e rocker milanese più un quarto contenente rarità o brani inediti dall'archivio dello stesso Finardi, in particolare il brano Palloncino rosso fuoco fu inciso quando lui aveva appena 9 anni.

## Tracce

### CD 1
1. Il mare ha deragliato - inedito
2. Extraterrestre
3. Un uomo
4. Patrizia
5. Uno di noi (One of us)
6. Voglio
7. Scuola
8. Le donne di Atene
9. Estrellita
10. Vil Coyote
11. Le ragazze di Terceira
12. Ave Maria Fadista
13. Laura degli specchi
14. Mio cucciolo d'uomo
15. A mio padre
16. La canzone dell'acqua

### CD 2
1. 14 gocce di Valium - inedito
2. La radio
3. F104
4. Trappole
5. Giai Phong
6. Soweto
7. Secret Streets
8. Diesel
9. Musica ribelle
10. Costantinopoli
11. Se solo avessi
12. Holyland
13. Pipe Dream
14. Cuba
15. La paura del domani
16. L' oceano di silenzio

### CD 3
1. Amore diverso Feat. Carla Denule e Roberto Tangianu - inedito
2. Katia
3. Le ragazze di Osaka Feat. Rossana Casale
4. La forza dell'amore
5. Dolce Italia
6. Arianna
7. Mezzaluna
8. I giardini di marzo
9. Come in uno specchio
10. Il ritorno di Giuseppe
11. Favola
12. Come un animale
13. Dal blu
14. La mia vita senza te
15. All over you - inedito

### CD BONUS contenente rarità e inediti dall'archivio dell'autore
1. Palloncino rosso fuoco
2. Oriente
3. Nina
4. All Over You (acoustic)
5. Pugni chiusi
6. Soul Of A Man
7. Can't Get You Out Of My Head
8. Te voglio bene assaie
9. Midnight Hour
10. E sto pensando a te
11. Like A Howling Wolf
12. Writing Pipe Dream

## Formazione
Federico Ariano - Batteria
Max Carletti - Chitarra
Paolo Gambino - Tastiere

Stefano Profeta - Basso